# تاريخ الطيور في أوروبا
هو كتاب عن الطيور، مؤلف من تسعة مجلدات، نشر في أجزاء بين عامي 1871 و1896، متضمنةً جميع الأنواع التي تعيش في المنطقة القطبية الشمالية الغربية القديمة. كتبه بصفة رئيسية هنري إيليس دراسر على الرغم من أن ريتشارد بودلر شارب شارك في تأليف المجلدات السابقة. ويصف الكتاب جميع أنواع الطيور المسجلة بنحو موثوق في البرية في أوروبا والمناطق الجغرافية المجاورة مع الحيوانات المماثلة، وإعطاء توزيعها في جميع أنحاء العالم، وكذلك الاختلافات في المظهر وحركات الهجرة.
وقد قدم العمل الرائد لجون راي وفرانسيس ولوغبي في القرن السابع عشر نظام تصنيف فعال يستند إلى السمات التشريحية، ومفتاح ثنائي التفرع لمساعدة القراء على تحديد الطيور. وأعقب ذلك (طيور أخرى باللغة الإنجليزية)، ولا سيما جون غولد من خمسة مجلدات الطيور في أوروبا نشرت بين 1832 و 1837. كان شارب، أمين مكتبة جمعية علم الحيوان في لندن، قد عمل بنحو وثيق مع غولد وأراد التوسع في عمله من طريق إدراج جميع الأنواع المسجلة بنحو موثوق في أوروبا، وشمال أفريقيا، وأجزاء من الشرق الأوسط، وجزر الأرخييل في  المحيط الأطلسي من ماديرا، وجزر الكناري، وجزر الأزور. كان يفتقر إلى الموارد اللازمة للقيام بهذه المهمة من تلقاء نفسه، لذلك اقترح على درسر أن يعملا معًا على هذه الموسوعة، باستخدام مجموعة واسعة من الطيور وبيضها وشبكة من الاتصالات.
نُشر كتاب طيور أوروبا في 84 جزءًا، ويحتوي كل جزء عادة على 56 صفحة من النص المكتوب، وثماني لوحات من الرسوم التوضيحية، رسمها الفنان الهولندي جون جيرارد كوليمانز، وجُلدت في مجلدات عندما نشرت جميع الأجزاء، تم عمل 339 نسخة، بتكلفة قدرها 52 جنيه إسترليني لكل مشترك. لم يشارك شارب بعد الجزء 13، ولم يدرج بوصفه مؤلفًا بعد الجزء 17. لاقت طيور أوروبا استقبالًا حسنًا من قبل المراجعين المعاصرين لها، على الرغم من أن أحد المعلقين في عام 2018 عد أن وجهات نظر درسر قديمة، وتكلفة كتبه تعني أنه  كان لأعماله تأثير محدود على المدى الطويل. استمر كتاب الطيور في أوروبا بوصفه تقليدًا يعود تاريخه إلى القرن السابع عشر، إذ عملت دراسة وتصنيف العينات بنحو مستقل إلى حد كبير عن أولئك الذين درسوا السلوك والبيئة، وهو الصدع الذي استمر حتى عشرينيات القرن العشرين، عندما دمج عالم الطبيعة الألماني إرفين ستريسمان السلسلتين جزءًا من علم الحيوان الحديث.

## معلومات اساسية
اعتمدت كتب الطيور الأولى، في الكثير من محتواهما على سلطة أرسطو وتعاليم الكنيسة، وتضمنت الكثير من المواد الدخيلة المتعلقة بالأنواع، مثل الأمثال والمراجع في التاريخ والأدب، أو استخدامها بوصفها شعارًا، مثل تلك التي من كونراد جيسنر، وأوليس، وألدروفاندي، وبيير بيلون. كان ترتيب الأنواع  حسب الترتيب الأبجدي في تاريخ الحيوانات لجيسنر، وبمعايير تعسفية في معظم الأعمال المبكرة الأخرى. في أواخر القرن السادس عشر وأوائل القرن السابع عشر، دعا فرانسيس بيكون إلى النهوض بالمعرفة من طريق عمليات المراقبة والتجربة، إذ سعت الجمعية الملكية الإنجليزية وأفرادها -مثل جون راي وجون ويلكنز وفرانسيس ويلغبي- إلى وضع الطريقة التجريبية قيد التنفيذ، متضمنةً السفر على نطاق واسع لجمع العينات والمعلومات.
يهدف علم الطيور الحديث الأول إلى وصف جميع الطيور المعروفة آنذاك في جميع أنحاء العالم، أنتِج من قبل راي وويلغبي، ونشرت باللاتينية (ثلاثة كتب من علم أوميثولوجيا) في عام 1676,، وبالإنجليزية (علم أورميثولوجيا فرانسيس ويلغبي من ميدلتون)، في عام 1678. كانت ملامحه المبتكرة تضم نظام تصنيف فعال يستند إلى ملامح تشريحية، متضمنةً منقار الطائر، وقدميه، وحجمه الكلي، ومفتاح ثنائي التفرع، الذي ساعد القراء على التعرف على الطيور من طريق توجيهها إلى الصفحة التي تصف تلك المجموعة. ووضع المؤلفون أيضًا علامة نجمية على الأنواع التي لم يكن لديهم معرفة مباشرة بها، وبالتالي لم يتمكنوا من التحقق منها. إن النجاح التجاري لعلم الأوميثولوجيا غير معروف، ولكنه كان مهمًا تاريخيًا، وأثر على الكُتاب، ومنهم رينيه ريمور، وماثورين جاك بريسون، وجورج كوفييه وكارل لينيوس؛ في تجميع أعمالهم الخاصة.
خلال أوائل القرن التاسع عشر، جرت كتابة عدد من الطيور باللغة الإنجليزية، متضمنةً كتاب جون غولد المؤلف من خمسة مجلدات عن الطيور في أوروبا، الذي نشر بين 1832 و1837. عمل ريتشارد بودلر شارب، أمين مكتبة جمعية علم الحيوان في لندن، وأكمل -عن كثب مع غولد- بعض كتبه التي لم تكن قد اكتملت حتى وفاته.
وكان يرغب في الإشراف على أعمال غولد لتشمل جميع الأنواع الموثوقة المسجلة في البرية في أوروبا، وتوسيع النطاق الجغرافي ليشمل شمال أفريقيا، وأجزاء من الشرق الأوسط، وأرخبيل المحيط الأطلسي من ماديرا، وجزر الكناري، وجزر الأزور (هذه المنطقة الممتدة تشكل عالم القطب الشمالي الغربي القديم)، ووصف التوزيع، والتنوع، وحركات كل نوع من الأنواع حول العالم. وكان يفتقر إلى الموارد اللازمة للقيام بهذه المهمة بمفرده، لذلك اقترح على رجل الأعمال وعالم الطيور الهاوي هيني إيليس دريسر أن يعملا معًا على هذه الموسوعة العظيمة. كانت لدى دريسر مجموعة واسعة من الطيور الأوروبية وبيضها، وشبكة من الاتصالات، التي من شأنها أن تسمح له بالحصول أو استعارة عينات جديدة. كما كانت لديه المهارات اللغوية لترجمة النصوص من لغات أوروبية عدة.